# Borjas Martín
Borjas Martín González (Puerto de Tazacorte, 28 giugno 1987) è un ex calciatore spagnolo, di ruolo attaccante.

## Carriera
Ad agosto 2017, Martín è stato ingaggiato dai finlandesi dell'Honka, compagine militante in Ykkönen. Il 19 agosto ha effettuato il proprio esordio in squadra, schierato titolare nel pareggio per 2-2 in casa contro l'Haka. Il 16 settembre ha realizzato la prima rete con questa maglia, siglando un gol nella vittoria per 4-2 in casa contro l'EIF.

## Statistiche

### Presenze e reti nei club
Statistiche aggiornate all'11 dicembre 2022.
| Stagione        | Squadra         | Campionato      | Campionato | Campionato | Coppe nazionali | Coppe nazionali | Coppe nazionali | Coppe continentali | Coppe continentali | Coppe continentali | Altre coppe | Altre coppe | Altre coppe | Totale | Totale |
| Stagione        | Squadra         | Comp            | Pres       | Reti       | Comp            | Pres            | Reti            | Comp               | Pres               | Reti               | Comp        | Pres        | Reti        | Pres   | Reti   |
| --------------- | --------------- | --------------- | ---------- | ---------- | --------------- | --------------- | --------------- | ------------------ | ------------------ | ------------------ | ----------- | ----------- | ----------- | ------ | ------ |
| 2014-2015       | Astorga         | SDB             | 36         | 13         | CR              | 1               | 0               |                    | -                  | -                  |             | -           | -           | 37     | 13     |
| 2015-2016       | Pontevedra      | SDB             | 36         | 12         | CR              | 0               | 0               |                    | -                  | -                  |             | -           | -           | 36     | 12     |
| 2016-gen. 2017  | Real Murcia     | SDB             | 16         | 2          | CR              | 1               | 0               |                    | -                  | -                  |             | -           | -           | 17     | 2      |
| gen.-giu. 2017  | Sabadell        | SDB             | 16         | 2          |                 | -               | -               |                    | -                  | -                  |             | -           | -           | 17     | 2      |
| ago.-dic. 2017  | Honka           | Y               | 6+2        | 2+0        | CF              | -               | -               |                    | -                  | -                  |             | -           | -           | 8      | 2      |
| 2018            | Honka           | VL              | 31         | 12         | CF              | 6               | 0               |                    | -                  | -                  |             | -           | -           | 37     | 12     |
| 2019            | Honka           | VL              | 28         | 12         | CF              | 7               | 1               |                    | -                  | -                  |             | -           | -           | 35     | 13     |
| 2020            | Honka           | VL              | 22         | 4          | CF              | 6               | 1               | UEL                | 1                  | 1                  |             | -           | -           | 29     | 6      |
| Totale Honka    | Totale Honka    | Totale Honka    | 87+2       | 30+0       |                 | 19              | 2               |                    | 1                  | 1                  |             | -           | -           | 109    | 33     |
| 2022-2023       | Atlético Paso   | SF              | 14         | 4          | CR              | 1               | 0               |                    | -                  | -                  |             | -           | -           | 15     | 4      |
| Totale carriera | Totale carriera | Totale carriera | 207        | 63         |                 | 22              | 2               |                    | 1                  | 1                  |             | -           | -           | 318    | 15     |